# Université d'Ulster
L'université d'Ulster est une université publique britannique située à Coleraine en Irlande du Nord. Elle a été créée en 1984 par la fusion d'établissements supérieurs.

## Composantes
L'université est composée de cinq facultés et d'une école :
- Faculté des arts
- Faculté d'arts, design, et de construction environnementale
- Faculté d'ingénierie et d'informatique
- Faculté de sciences sociales
- Faculté des sciences de la vie et de la santé
- École de commerce d'Ulster.